# Polícia e Ladrão
Polícia e Ladrão (em italiano:  Guardie e ladri) é um filme italiano de 1951, dirigido por Mario Monicelli e Steno e estrelado por Totò e Aldo Fabrizi.
O estilo do filme é perto do neorrealismo italiano, é considerado um dos melhores filmes de Totò eo melhor par de Steno-Monicelli. Distribuídos em cinemas italianos em novembro de 1951 e apresentado em competição no 5 ª edição do Festival de Cinema de Cannes, ganhou o prêmio de Melhor Roteiro e uma fita de prata, atribuído a Totò. Inicialmente teve problemas com os censores, no entanto, foi particularmente aclamado pela crítica da época e foi considerado um clássico da comédia italiana.

## Sinopse
Ferdinando Esposito (Totò) é um pequeno vigarista que tenta sustentar a família usando todos os meios possíveis. Com o seu cúmplice, Amilcare (Aldo Giuffrè), finge ter encontrado uma moeda antiga no Fórum Romano e engana um turista americano. Mr. Locuzzo, por acaso, é o presidente de uma comissão de caridade americana e, durante a distribuição de ajuda, em que Esposito também se encontra, reconhece-o e denuncia-o. É perseguido pelo gordo agente da polícia Lorenzo Bottoni (Aldo Fabrizi), que deixa Esposito escapar e é suspenso das suas funções, arriscando-se a perder o emprego, devido aos protestos de Mr. Locuzzo. Vestido à paisana, depois de esconder à família a sua situação, Bottoni vai em busca de Esposito, conhece a família, mas do delinquente não há rasto. Gradualmente as duas famílias vão-se tornando amigas e entre o irmão da mulher do ladrão e a filha do polícia nasce uma grande simpatia. Um dia, em que ambas as famílias se juntam num almoço, aparece Esposito. Bottoni faz a detenção fora de casa, sendo repreendido por Esposito, por ter usado a sua família; e o guarda conta-lhe o seu problema. Entre os dois nasce uma grande cumplicidade, ambos unidos numa existência miserável. Agora é Esposito que quer ser preso e Bottoni que hesita. Escondem a verdade às famílias e saem como amigos, dizendo que Esposito vai sair numa viagem de negócios e Bottoni o vai acompanhar à estação. Na ausência de Esposito será Bottoni quem se encarrega da família dele.

## Elenco
Totò: Ferdinando Esposito